# Iida Yrjö-Koskinen
Iida Maria Fredrika Yrjö-Koskinen, född Petander 12 juni 1857 i Kuopio landskommun, död 18 mars 1937 i Helsingfors, var en finländsk skolledare och politiker. Hon ingick 1884 äktenskap med skolmannen Eino Sakari Yrjö-Koskinen.
Yrjö-Koskinen var föreståndare för Tavastehus finska flickskola 1879–1886. Hon var även känd som kvinnosakskvinna och var ledamot av Finlands lantdag/riksdag 1909–1919.